# 洛特·范贝克
洛特·范贝克（荷蘭語：Lotte van Beek，荷蘭語發音：[ˈlɔtə vɑn beːk]，1991年12月9日—），生于上艾瑟尔省兹沃勒，荷兰女子速度滑冰运动员。范贝克在两三岁时开始接触滑冰，她刚开始是在她家附近滑冰，到七岁时她便加入了俱乐部开始正式的训练。她于2012年11月在海伦芬完成了个人世界杯分站赛首秀。范贝克是“TalentNED”队伍的创办人之一，该队伍于2018年下半年创立，旨在为荷兰培养高水平速度滑冰选手，她也是该队伍的创始成员。